# Holocràcia
L'holocràcia és un sistema d'organització en el qual l'autoritat i la presa de decisions es distribueix horitzontalment enlloc d'ésser jeràrquicament. L'holocràcia ha estat adoptada per organitzacions amb i sense ànim de lucre a Austràlia, Alemanya, EUA, França, Nova Zelanda i el Regne Unit.

## Orígens
El sistema holocràtic va sorgir a Ternary Software (Exton, PA, EUA), que es va caracteritzar per l'experimentació amb formes més democràtiques de govern de les organitzacions. El fundador de Ternary Software (en Brian Robertson) va millorar un sistema d'organització que es va donar a conèixer com holocràcia el 2007. L'any 2010, en Robertson va desenvolupar la Holacracy Constitution (establint els principis i les pràctiques essencials del sistema), i va recolzar empreses perquè adoptessin aquest sistema.
El terme holocràcia deriva del terme holarquia, creat per n'Arthur Koestler al seu llibre de 1967 L'esperit de la màquina. Una holarquia es compon d'holons (grec: ὅλον, forma neutra holón de ὅλος, holos "tot") o unitats que són autònomes i autosuficients, i que també depenen de la totalitat major de la que en formen part. Així, una holarquia és una jerarquia d'holons que s'auto-regulen, funcionant com a peces autònomes i també dependents.

## Influències i sistemes comparables
Sovint se l'ha comparada amb la sociocràcia (un sistema de govern sorgit a la segona meitat del segle XX). Malgrat que la sociocràcia que va tenir una influència important durant el sorgiment de l'holocràcia, aquesta cada cop s'ha allunyat més de la primera. Tot i així, trobem en ella la inspiració de l'estructura de cercle i els processos de govern. L'holocràcia és dissenyada per a les organitzacions, diferenciant els rols d'aquestes amb la gent que hi treballa.
Fent èmfasi en la governabilitat iterativa, processos d'adaptació i auto-organització, l'holocràcia s'inspira en els principis del desenvolupament àgil de programari i el procés de producció ajustada. L'holocràcia és molt compatible amb la Teoria dels Participants (Stakeholder theory) en la mesura en què la seva estructura directiva permet que totes les parts interessades siguin representades al govern d'una organització i perquè múltiples organitzacions amb interessos compartits puguin estar vinculats a nivell de govern.

## Elements essencials

### Rols enlloc de les descripcions dels llocs
Els blocs bàsics de l'estructura organitzativa de l'holocràcia són els rols. L'holocràcia distingeix entre els rols i les persones que els exerceixen, ja que un individu pot tindre diversos rols en un moment donat. Un rol no és una descripció de les funcions; la seva definició segueix un format clar incloent un nom, un propòsit, "dominis" opcionals per controlar, i la rendició de comptes, que són les activitats en curs que s'han de realitzar. Els rols es defineixen per cada cercle -o en equip- a través d'un procés de govern col·lectiu, i s'actualitzen periòdicament amb la finalitat d'adaptar-se a les necessitats sempre canviants de l'organització.

### Estructura de cercle
L'holocràcia estructura les diverses funcions d'una organització en un sistema de cercles d'acte-organització (però no auto-dirigits). Els cercles són organitzats jeràrquicament; a cada cercle se li assigna un propòsit clar i la rendició de comptes es produeix en el seu cercle més ampli. Tot i això, cada cercle té autoritat per a auto-organitzar-se internament i aconseguir millorar els seus objectius. Els cercles condueixen les seves pròpies reunions de govern, assignen als membres els seus rols i assumeixen la responsabilitat de la realització de treballs dins del seu àmbit d'autoritat. Els cercles estan connectats per dos papers coneguts com a "enllaç líder" i "enllaç representant", que participen en les reunions tant del seu cercle com del cercle més ampli per assegurar l'alineació amb l'estratègia de l'organització en general.

### Procés de govern
Cada cercle empra un procés de govern definit per crear i actualitzar periòdicament els seus propis rols i polítiques. L'holocràcia especifica un procés estructurat conegut com a "presa de decisions d'integració" per proposar canvis al govern, i modifica o s'oposa a les propostes. Aquest no és un sistema basat en el consens, ni tan sols un sistema basat en el consentiment, sinó un que integra totes les parts i assegura que les modificacions proposades i objeccions a aquests canvis són fets segons les necessitats dels rols (i, a través d'ells, les necessitats de l'organització), enlloc de les preferències o l'ego de les persones.

### Processos
L'holocràcia especifica els processos per a l'alineació dels equips al voltant de les necessitats operatives, i requereix que cada membre d'un cercle compleixi certs deures amb la finalitat de treballar de manera eficient i eficaç entre ells. En contrast amb el procés de govern (que és col·lectiu i integrador), cada element que compleix un rol té molta autonomia i autoritat per prendre decisions sobre com aconseguir millor els seus objectius. Alguns han descrit el paradigma autoritat de l'holocràcia com completament oposat a la de la jerarquia de gestió tradicional: enlloc de tindre permís per actuar o innovar, l'holocràcia dona molta autoritat per emprendre qualsevol acció necessària per realitzar el treball dels rols, tret que es restringeixi a través de les polítiques o inclogui l'ús d'alguns actius de l'organització (diners, propietat intel·lectual, etc...) L'holocràcia té un gran biaix cap a l'acció i innovació: es basa per defecte en l'autonomia i la llibertat, i després utilitza els processos interns per limitar l'autonomia quan el seu ús pot resultar perjudicial.
L'holocràcia especifica un procés de reunió tàctica que cada cercle realitza (generalment amb una freqüència setmanal). Aquest procés inclou diverses fases per informar sobre les dades pertinents, actualitzacions de les accions en projectes i discussions obertes (on qualsevol membre del cercle pot afegir quelcom a l'ordre del dia). Una característica particular d'aquesta darrera fase (coneguda com a "triage"), és enfocar les discussions en les properes passes necessàries per tal que l'individu qui ha afegit el tema enfronti el seu problema. La intenció és evitar grans discussions improductives, tradicionalment dominades per les veus més fortes.

## Marques comercials i de codi obert
El nom "Holacracy" és una marca enregistrada d'HolacracyOne LLC. Per tant, qualsevol qui desitgi vendre productes i serveis utilitzant el nom "Holacracy", ha d'obtindre el permís d'HolacracyOne LLC. La marca no s'ha de confondre amb una patent, ja que no prohibeix l'ús del model Holacracy, només en restringeix l'ús amb finalitats comercials. Com "Holacracy" és una marca comercial, no es tradueix a llengües estrangeres quan s'empra com a marca enlloc de com a concepte genèric.
La Holacracy Constitution considera el seu model "de codi obert" (llicència Creative Commons Attribution ShareAlike 4.0). HolacracyOne fins i tot ha situat la Holacracy Constitution a GitHub per permetre d'altres contribuir al seu desenvolupament. D'aquesta manera "Holacracy" segueix un model de la marca amb llicència de codi obert similar a d'altres com Mozilla, Linux, o la Wikipedia.

## Holocràcia a la pràctica contemporània
L'holocràcia ha estat adoptada per organitzacions amb i sense finalitats de lucre, incloent-t'hi els especialistes de productivitat de David Allen Company, la iniciativa Medium del cofundador de Twitter n'Evan Williams, Precision Nutrition i Conscious Capitalism, l'organització sense finalitats de lucre d'en John Mackey (president executiu de Whole Foods Market). També Zappos (detallista de sabates en línia que és part d'Amazon) va anunciar l'adopció de l'holocràcia.

## Avantatges
És dit que l'holocràcia augmenta l'agilitat, l'eficiència, la transparència, la innovació i la rendició de comptes dins d'una organització. L'enfocament encoratja als membres individuals de l'equip a prendre la iniciativa i els dona un procés en el qual les seves preocupacions o idees poden ser abordades. El sistema de l'autoritat distribuïda redueix la càrrega que tenen els líders per prendre totes les decisions.
Segons en Tony Hsieh (president executiu de Zappos), la holocracia fa als individus més responsables dels seus propis pensaments i accions.
Segons Kristy Meade (treballadora de Zappos), l'holocràcia ajuda a previndre conductes típiques de biaix de gènere. "Crea un entorn on el biaix inconscient no és possible."

## Crítiques
En Steve Denning (autor de gestió i lideratge), va escriure al Forbes en línia (el gener de 2014) en contra de la visió de l'holocràcia com una panacea, argumentant que enlloc de suprimir la jerarquia el que es fa és canalitzar les decisions cap avall, de cercle en cercle, en una jerarquia clara; en la qual cada cercle posterior sap menys que l'anterior sobre el panorama general. Afegeix que hi manca la veu del client al model holocràtic, sentenciant que per a les empreses àgils i centrades en el client (com ara Zappos) l'holocràcia és una manera d'afegir rigor administratiu, però no necessàriament funciona bé en una organització on no cal agilitat ni passió pel client. Aquestes crítiques foren respostes fil per randa pel soci d'HolacracyOne en Olivier Compagne en un article al blog de la companyia. Manté que les crítiques d'en Denning es basen en una interpretació errònia de l'holocràcia, i procedí a explicar com les regles de l'holocràcia eviten aquests suposats esculls.